# Earl Thomas
Earl Thomas (født 7. maj 1989) er en amerikansk fodboldspiller for Seattle Seahawks. 
Earl spillede Strong Safety (SS) i college for Texas University, men rykkede til Free Safety da han kom ind i NFL. Earl blev draftet med det 14. valg i 2010-draften af Seattle Seahawks. Efter blot tre år i ligaen, er han allerede blevet valgt til to Pro Bowls for NFC-holdet. Efter sit andet år i ligaen blev han kåret til den 66. bedste spiller i 2011-2012 sæsonen. Earl har desuden startet i 48 ud af 48 kampe i regular season. I 2012-2013 sæsonen blev Earl valgt til All-Pro holdet.